# Alfeneiro-do-japão
Alfeneiro-do-japão ou ligustro (Ligustrum lucidum var. japonicum; Oleaceae) é uma espécie de árvore do gênero Ligustrum.

## Características
Folhas (tamanho; persistência): médias; permanentes
Copa (formato; diâmetro): arredondada; 6 a 8 m
Crescimento da planta: rápido
Floração (coloração; época): branca; maio a julho
Frutificação (tipo do fruto; época da frutificação): baga; outubro a novembro
Origem: Japão
Porte: 8 m
Propagação:
Observações: Os frutos são arroxeados e ornamentais